# Dammsjön (Säters socken, Dalarna)
Dammsjön är en sjö i Säters kommun i Dalarna och ingår i Dalälvens huvudavrinningsområde.